# Neogamasellevans longocalcaris
Neogamasellevans longocalcaris är en spindeldjursart som beskrevs av Wolfgang Karg 1975. Neogamasellevans longocalcaris ingår i släktet Neogamasellevans och familjen Ologamasidae. Inga underarter finns listade i Catalogue of Life.